# آلاندو تاکر
آلاندو تاکر (انگلیسی: Alando Tucker؛ زادهٔ ۱۱ فوریهٔ ۱۹۸۴) بازیکن بسکتبال اهل ایالات متحده آمریکا است.
از باشگاه‌هایی که در آن بازی کرده‌است می‌توان به مینه‌سوتا تیمبرولوز، فینیکس سانز، و باشگاه بسکتبال گرن کاناریا اشاره کرد.